# HD 122430 b
HD 122430 b is een onbevestigde gasreus die zich in een baan bevindt om de oranje reus HD 122430. De planeet zou een massa hebben van ten minste 3,71 keer die van Jupiter. Aanwijzingen voor het bestaan van deze planeet werden gevonden in 2003, maar een onderzoek in 2015 kon deze ontdekking niet bevestigen. 